# Anticoreura salmoni
Anticoreura salmoni är en fjärilsart som beskrevs av Druce 1885. Anticoreura salmoni ingår i släktet Anticoreura och familjen tandspinnare. Inga underarter finns listade i Catalogue of Life.